# Dendya triradiata
Dendya triradiata is een sponssoort in de taxonomische indeling van de kalksponzen (Calcarea). De spons leeft in de zee en zijn steencel bestaat uit calciumcarbonaat.
De spons behoort tot het geslacht Dendya en behoort tot de familie Soleneiscidae. De wetenschappelijke naam van de soort werd voor het eerst geldig gepubliceerd in 1943 door Tanita.